# Hans Bettembourg
Hansjörg „Hans” Bettembourg (ur. 28 marca 1944) – szwedzki sztangista. Brązowy medalista olimpijski z Monachium.
Urodził się w Niemczech. Zawody w 1972 były jego jedynymi igrzyskami olimpijskimi. Zajął trzecie miejsce w rywalizacji w wadze lekkociężkiej (do 90 kg). Wyprzedzili go Bułgarzy Andon Nikołow i Atanas Szopow. Impreza ta równocześnie była mistrzostwami świata. W latach 1969–1972 pobił 11 rekordów świata.